# Hexatoma (Eriocera) anamalaiana
Hexatoma (Eriocera) anamalaiana is een tweevleugelige uit de familie steltmuggen (Limoniidae). De soort komt voor in het Oriëntaals gebied.